# McCracken (Kansas)
McCracken es una ciudad ubicada en el condado de Rush en el estado estadounidense de Kansas. En el año 2010 tenía una población de 190 habitantes y una densidad poblacional de 76 personas por km².

## Geografía
McCracken se encuentra ubicada en las coordenadas 38°35′6″N 99°34′19″O / 38.58500, -99.57194 (38.585088, -99.571981).

## Demografía
Según la Oficina del Censo en 2000 los ingresos medios por hogar en la localidad eran de $29,750 y los ingresos medios por familia eran $34,750. Los hombres tenían unos ingresos medios de $31,250 frente a los $25,250 para las mujeres. La renta per cápita para la localidad era de $13,957. Alrededor del 13.7% de la población estaban por debajo del umbral de pobreza.